# Koria
Pour le film sud-coréen, voir Koria (film).
Koria est une commune rurale située dans le département de Dori de la province du Séno dans région Sahel au Burkina Faso.